# Colobogaster diversicolor
Colobogaster diversicolor es una especie de escarabajo del género Colobogaster, familia Buprestidae. Fue descrita científicamente por Thomson en 1879.